# Sphagnum novo-guineense
Sphagnum novo-guineense là một loài rêu trong họ Sphagnaceae. Loài này được M. Fleisch. & Warnst. mô tả khoa học đầu tiên năm 1911.